# Västerbottensteatern
Västerbottensteatern är regionteater i Västerbottens län med säte i Skellefteå.

## Historik
Skellefteå utsågs 1980 att bli säte för Västerbottens länsteater, vilket är ovanligt eftersom det är Umeå som är residensstad och största stad i länet. Skellefteå är dock en stad med teatertraditioner. Det började med resande teatersällskap under 1800-talet, långt innan ordet ”turnébidrag” existerade. Komedier och lustspel var det man visade, med titlar som exempelvis ”Tre förälskade poliskonstaplar”? Man spelade hemma hos dem som hade råd och plats, senare bl.a. i stadshusets festivitetssalong och på Godtemplarhuset. 
Ett stort steg mot en länsteater i Skellefteå var när Västerbottensensemblen bildades 1969. Riksteatern var huvudman. Orsaken till att Skellefteå valdes var, förutom mångårigt föreningsarbete, att en skola i staden hade utsetts att på försök ha dramatik som fritt valt arbete. Man behövde skådespelare som handledare i gruppen. Ensemblen drog raskt igång med tre pjäser för skolan den första hösten.
Ett samarbete med Sara Lidman inleddes som resulterade i ”Marta Marta” som hade premiär våren 1970 och blev något av en framgång. De drygt tio anställda i ensemblen gav under spelåret 1970–71 hela 475 föreställningar (varav de flesta var skolteater). Åren gick men frågan – länsteater eller inte – bestod. I mitten av 70-talet gav Umeå upp striden om länsteatern när staden fick den blivande Norrlandsoperan. Skellefteå fick så sin länsinstitution, som omedelbart krävdes på mer teater för vuxna. Produktionen satte fart i landets första scen av typen ”svart låda”. Personalen fördubblades och samarbetet med Sara Lidman återupptogs.
Västerbottensteatern flyttade in i Sara Kulturhus 2021.

## Uppsättningar
Samarbetet med Sara Lidman resulterade i ”Hästen och tranan” – ny succé. Stor uppmärksamhet rönte även teateräventyret ”Mod” som var ett samarbete med Skellefteå kommuns ungdomssatsning Urkraft. Pjäsen fick regeringens pris för bästa barn- och ungdomspjäs 1993.
Efter år av samarbete med bland andra Henning Mankell och Torgny Lindgren var det 1998 dags för en ny stor barn- och ungdomssatsning – ”Barnteateråret 98”. Man ville här få de unga att känna, inpå bara kroppen, vad teater kan åstadkomma. Hud som knottrar sig. Hår som reser sig. Rysningar av skräck och välbehag. Syner av skönhet och helvete. Ord som får en att tänka, och musik som fångar drömmar.

## Teatern idag

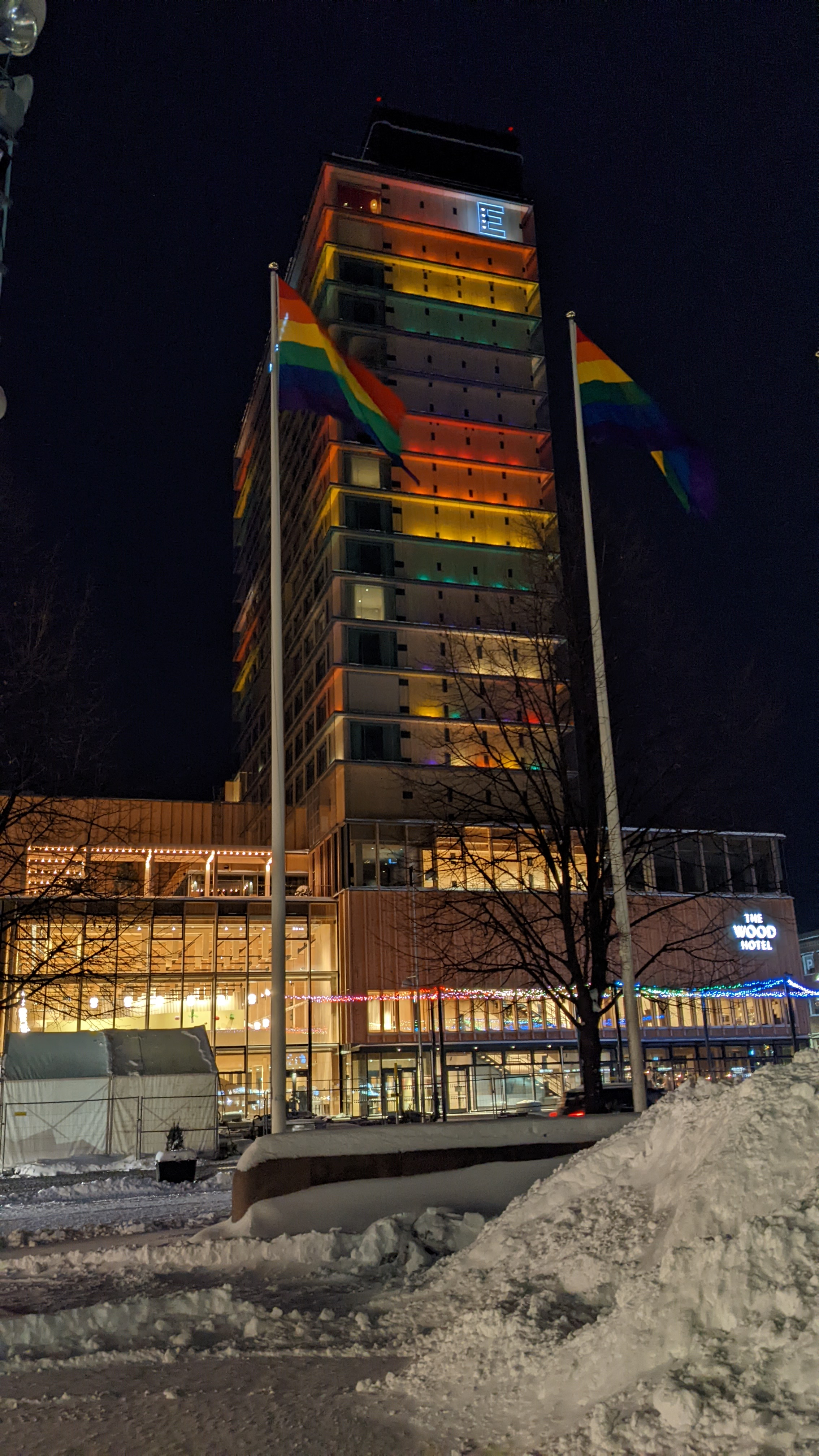
Sara Kulturhus under Skellefteå Pride Februari 2022

Sedan 2021 har Västerbottensteatern flyttat sin verksamhet till Sara kulturhus, där premiäruppsättningen var en dramatisering av Per Olov Enquists Musikanternas uttåg. 
Tidigare hade teatern två professionella scener: Nordanåteatern med 425 platser samt en black box på huset på Nordlandergatan som tog en publik på upp till 150 personer. 
Sedan 1996 drivs teatern som ett aktiebolag och ägs till 60 % av Västerbottens läns landsting och till 40 % av Skellefteå kommun. Totala intäkter är ca 20 miljoner kronor, där statens bidrag är 30 %, ägarna bidrar med 60 % och den egna finansieringen utgör 10 %. 
Medeltal anställda under 2001 var 40 varav fast anställd personal 29 personer. På grund av teaterns projektkaraktär innebär det att cirka 100 personer är anställda på teatern någon gång under året. Teatern producerar ungefär 10 nya föreställningar av varierande storlek per år. Teatern spelar 300–350 föreställningar per år varav ca 60 % i hemkommunen Skellefteå. Antal besökare är ca 25 000 per år. Vartannat år sätter man upp en ny sommarteater som går i två år.

Teaterns verksamhet är uppdelad i tre huvudsakliga avdelningar:
• Teateravdelningen
• Unghästen
• Nordiskt Berättarcentrum
Teatern leddes 2013-2022 av skådespelaren Fransesca Quartey. Hon efterträddes på posten som VD/teaterchef av Challa Gustavsson som tillträdde den 1 juli 2022.